# Hisamitsu Springs
Hisamitsu Springs (Em japonês: 久光製薬スプリングス) é um time de voleibol feminino japonês com base em Tosu, Saga e Kobe, Hyogo, Japão. Fundado em 1948, joga na V. Premier League, é um time de voleibol da empresa Hisamitsu Pharmaceutical.
Hisamitsu Springs venceu a V.Premier League pela quinta vez no dia 12 de março de 2016, vencendo o time Hitachi Rivale.

## Títulos

### Nacionais
- V.Premier Leagueː2001-02, 2006-07, 2012-13, 2013-14 , 2015-16, 2017-18 e 2018-19
- V.Premier Leagueː2000-01, 2005-06, 2008-09, 2011-12 e 2014-15
- Copa da Imperatriz: 2009, 2012, 2013, 2014, 2015, 2016 e 2018
- Copa da Imperatriz:2007
- Torneio de Kurowashikiː2006, 2007 e 2013
- Torneio de Kurowashikiː2009
- Festival Nacional de Esportes do Japãoː1980, 1983, 1986, 1989 e 2012
- Festival Nacional de Esportes do Japãoː1987, 1991, 1992, 1995, 2011, 2013 e 2014

### Ásia
- Campeonato Asiático de Clubesː2002 e 2014
- Campeonato Asiático de Clubesː 2015

## Elenco

### Temporada 2015/2016
Em outubro de 2015.